# MTV Adria
MTV Adria war die Bezeichnung für die Regionalversion von MTV für die Länder des ehemaligen Jugoslawien, die zuletzt aus 2 lokalisierten Ablegern bestand: einem für Slowenien und Kroatien sowie einem für Serbien, Bosnien und Herzegowina, Montenegro und Mazedonien, die bis auf regionale Werbung und einige wenige regionale Musikclips und Sendungen vollkommen identisch waren.

## Geschichte
Am 1. September 2005 ging das Programm aus Ljubljana auf Sendung und ersetzte in den entsprechenden Ländern MTV Europe, den europaweiten Feed von MTV. Zunächst wurde es nur in Slowenien, Kroatien und Bosnien und Herzegowina ausgestrahlt, aber der Sender war auch für alle Nachfolgestaaten Jugoslawiens, also auch Kosovo, Serbien, Montenegro und Mazedonien, konzipiert.
20 Prozent des Programms war zu Beginn für Produktionen aus den Zielgruppenländern reserviert. Urbane junge Erwachsene waren die Hauptzielgruppe, wobei der in der Region populäre Turbo-Folk ausgespart wurde.
MTV Adria erwirtschaftete 2006 einen Verlust von 1 Million Euro. Die Verluste konnten in der Folgezeit nicht verringert werden. Aus diesem Grund entschloss man sich erstmals dazu, die Zentrale von Ljubljana nach Belgrad zu verlegen. Der Umzug nach Belgrad erfolgte jedoch erst Jahre später, wobei Lokalbüros in Ljubljana und Zagreb auch weiterhin tätig blieben. Im Sommer 2009 wurde MTV Adria „relauncht“. Seitdem wurde auf den Zusatz Adria fast komplett verzichtet und das Programm nannte sich On-Air nur noch MTV. Auch wurde der Zusatz Adria aus einigen Sendungen, z. B. den Adria Top 20 entfernt die von dort an nur noch Top 20 hieß.
Am 16. September 2009 starteten drei neue regionale Webseiten MTV Hrvatska, MTV Slovenija und MTV Srbija, für Kroatien, Slowenien und Serbien. Trotzdem blieb das Fernsehprogramm identisch für die ganze Region bis in den Sommer 2011. Ab August 2011 wurden erstmals unterschiedliche Inhalte auf den drei lokalisierten Feeds eingeführt.
Im März 2015 wurden die slowenische Homepage und der slowenische Feed eingestellt. Seitdem sendete ein gemeinsamer Feed für Slowenien und Kroatien, der Werbespots aus beiden Ländern und Untertiteln auf beiden lokalen Sprachen bot. Die Webseite von MTV Slovenija leitete seitdem auf die Webseite von MTV Srbija um. In Bosnien, Mazedonien und Montenegro wurde schon von Beginn an die serbische Version ausgestrahlt.
Zum 3. Juli 2017 nahm MTV Adria sämtliche Reality-Formate aus dem Programm, sodass von da an fast nur noch Musikformate gesendet wurden. Am 30. Juni 2017 wurden bereits die Homepages der regionalen Feeds mit dem Verweis auf die nunmehrige Konzentration auf Social-Media-Kanäle abgeschaltet und leiteten seitdem auf die jeweiligen Facebook-Seiten weiter.
Am 1. Januar 2018 zu Mitternacht wurde MTV Adria eingestellt. Auf dem Sendeplatz wird in den betreffenden Ländern nun MTV Europe ausgestrahlt. In dieses wird weiterhin lokale Werbung und Untertitel eingebettet, Inhalte aus der Region werden jedoch nicht mehr ausgestrahlt. Bereits am 18. September 2017 wurden sämtliche Spezialsendungen eingestellt und nur noch eine Mainstream-Musikschleife ohne Sendungsnamen gesendet.

## Programm
Das Programm von MTV Adria bestand seit Juli 2017 fast ausschließlich aus Musikformaten, die einzige Ausnahme bildete die zehnminütige Sendung City Break Zagreb, in der Attraktionen in der kroatischen Hauptstadt Zagreb vorgestellt wurden. Doch bereits vor der Programmreform war der Musikanteil mit ca. 50–60 % höher als bei den anderen internationalen MTV-Ablegern. Mit der Alternative Nation, der Party Zone und der Chill Out Zone hatte MTV Adria noch Musiksendungen im Programm, die Musik abseits des Mainstreams senden und bei den anderen Länderversionen von MTV längst eingestellt wurden. Aufgrund dieses Umstandes war MTV Adria auch außerhalb der Länder Ex-Jugoslawiens sehr beliebt.
Eine weitere Besonderheit war, dass die Einblendungen bei MTV Adria im März 2015 komplett von Slowenisch und Serbokroatisch auf Englisch umgestellt wurden. Weiterhin verfügte die für Slowenien und Kroatien bestimmte Version über slowenische und kroatische Untertitel, während die serbische Version mit serbischen Untertiteln daherkam. Alle Untertitel wurden jedoch nicht automatisch über das Bild eingeblendet, sondern waren optional aktivierbar und wurden durch die jeweiligen Provider zur Verfügung gestellt.

## Kritik
MTV Adria wurde als ein erster Schritt in Richtung einer Kommerzialisierung der transnationalen Musikkultur des ehemaligen Jugoslawien betrachtet.